# Alexander Oganowitsch Tschubarjan

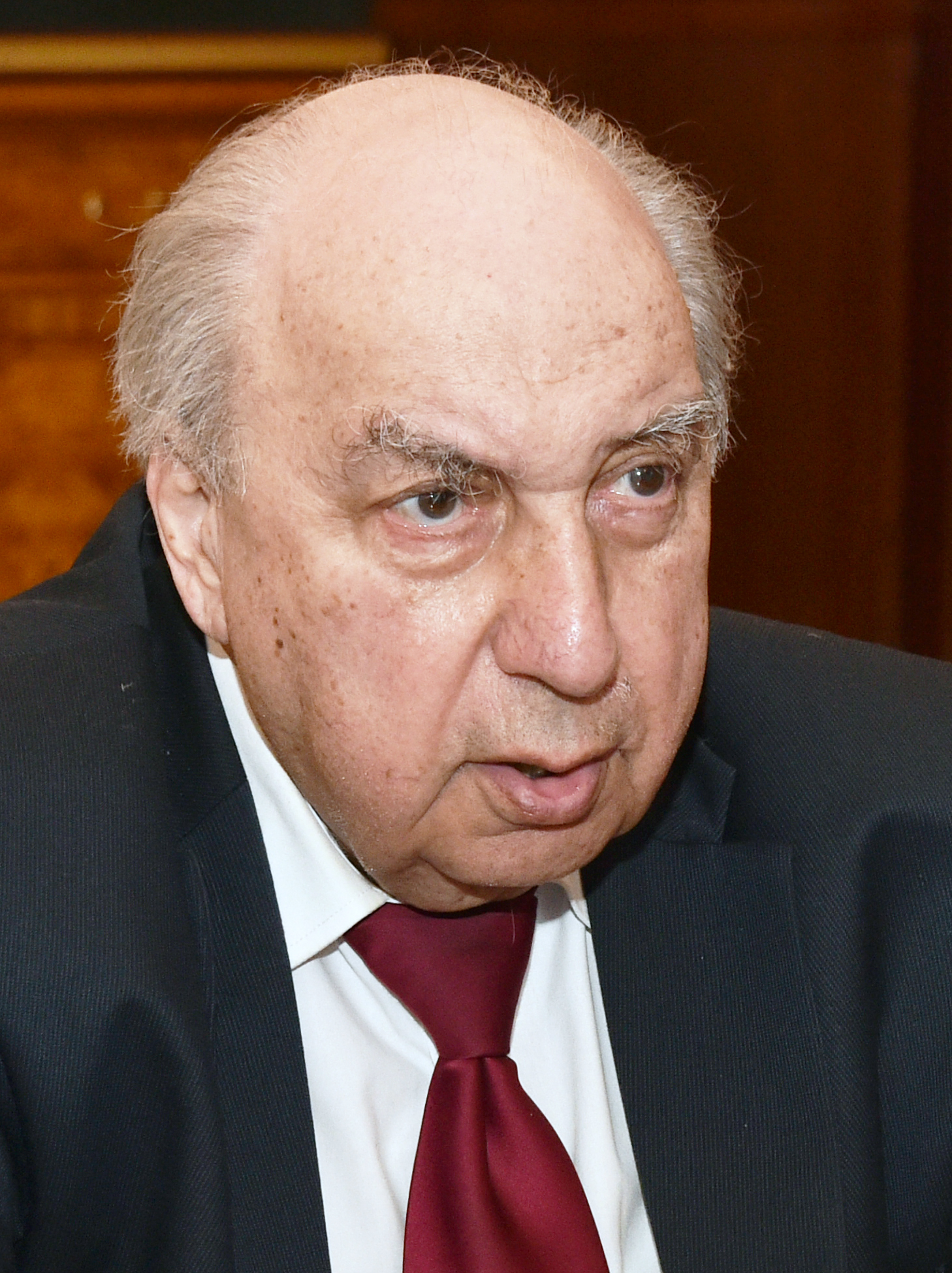
Alexander Oganowitsch Tschubarjan (2019)

Alexander Oganowitsch Tschubarjan (russisch Александр Оганович Чубарьян; * 14. Oktober 1931 in Moskau) ist ein russischer Historiker und Wissenschaftsfunktionär. Seine Forschungsschwerpunkte sind die russisch-europäische Geschichte, Stalinismus, Russland und der Zweite Weltkrieg.
Alexander Tschubarjan ist der Sohn des Bibliothekars und Professors Ogan Stepanowitsch Tschubarjan (1908–1976). Er schloss 1955 sein Studium an der Fakultät für Geschichte der Moskauer Staatlichen Universität mit Auszeichnung und 1959 sein Studium am Institut für Geschichte der Akademie der Wissenschaften der UdSSR ab mit einer Arbeit zum Friedensvertrag von Brest-Litowsk. 1971 verteidigte er seine Doktorarbeit (Habilitationsarbeit) „V. I. Lenin und die Gestaltung der sowjetischen Außenpolitik (1917-1922)“. 1963 wurde er wissenschaftlicher Sekretär für Koordination, seit 1972 Abteilungsleiter, von 1988 bis 2015 stieg er zum Wissenschaftlichen Direktor des Instituts für Globale Geschichte der Russischen Akademie der Wissenschaften auf. Er ist Korrespondierendes Mitglied der Russischen Akademie der Wissenschaften seit 31. März 1994 in der Abteilung für Geschichte (Allgemeine Geschichte), Akademiker seit 26. Mai 2000. Auch ist er Präsident der 1992 gegründeten Staatlichen Akademischen Universität für Geisteswissenschaften (GAUGN) und war Archivleiter des russischen Geheimdienstes.
Gemeinsam mit Stefan Karner ist er Ko-Vorsitzender der Österreichisch-Russischen Historikerkommission.
Ferner war er u. a. mit Horst Möller und darauf Andreas Wirsching seit 1997 Ko-Vorsitzender der Deutsch-russischen Historikerkommissionen mit Deutschland sowie ähnlicher Kommissionen mit Lettland (2010 eingerichtet, Kovizevorsitz mit Inesis Feldmanis), Litauen (eingerichtet 2006, Kovorsitz mit Alvydas Nikžentaitis) und der Ukraine (eingerichtet 2003, Kovorsitz mit W. A. Smolij).
Er ist Herausgeber zahlreicher Zeitschriften und Publikationen, insbesondere der russischen Historischen Enzyklopädie in 18 Bänden.
Tschubarjan machte alle Wendungen der sowjetischen und russischen Geschichtspolitik mit. Für Präsident Wladimir Putin übernahm er die Überarbeitung eines Schulgeschichtsbuches im Sinne des Präsidenten unter der Federführung des damaligen Duma-Präsidenten Sergei J. Naryschkin. Im Jahr 2013 lag die Konzeption eines neuen einheitlichen russischen Geschichtsbuchs vor, welches bis zur „positiven Darstellung der aktuellen politischen Führung“ reichen sollte.

## Schriften (Auswahl)
- mit Ludger Kühnhardt: Rußland und Deutschland auf dem Weg zum antitotalitären Konsens, Nomos, 1999, ISBN 978-3-7890-5622-2
- mit Stefan Karner u. a. (Hrsg.): Die Rote Armee in Österreich (= Veröffentlichungen des Ludwig-Boltzmann-Instituts für Kriegsfolgen-Forschung Sonderband). 2., durchges.  Auflage. Verein z. Förderung d. Forschung v. Folgen nach Konflikten u. Kriegen, Graz Wien München 2005, ISBN 978-3-7029-0540-8.
- mit Stefan Karner u. a. (Hrsg.): Prager Frühling: das internationale Krisenjahr 1968 (= Veröffentlichungen des Ludwig Boltzmann-Instituts für Kriegsfolgen-Forschung). Böhlau, Köln 2008, ISBN 978-3-412-20207-1.
- Vladimir Svejcer, Michail J. Prozumenscikov: Die Moskauer Deklaration 1943. „Österreich wieder herstellen“, hg. v. A. O. Tschubarjan, Böhlau, 2015, ISBN 978-3-205-79689-3
- mit Joachim Tauber (Hrsg.): Band 10: Zeitenwende: deutsche und russische Erfahrungen 1917–1919, Berlin 2022, ISBN 978-3-8305-5160-7

## Einzelbelege
1. ↑  Österreichisch-Russische Historikerkommission (ÖRHK). Abgerufen am 25. November 2023.
2. ↑  Mitteilungen: Deutsch-Russische-Geschichtskommission. Abgerufen am 25. November 2023.
3. ↑  Von Geschichte besessen. Putins (selbst)zerstörerische Geschichtspolitik im Krieg gegen die Ukraine. 9. November 2022, abgerufen am 26. November 2023 (deutsch).
4. ↑  Uwe Klußmann: Russland: Geschichtsbuch löst heftige Kontroversen aus. In: Der Spiegel. 23. November 2013, ISSN 2195-1349 (spiegel.de [abgerufen am 25. November 2023]).

| Personendaten    | Personendaten                                                           |
| ---------------- | ----------------------------------------------------------------------- |
| NAME             | Tschubarjan, Alexander Oganowitsch                                      |
| ALTERNATIVNAMEN  | Чубарьян, Александр Оганович (russisch)                                 |
| KURZBESCHREIBUNG | russischer Historiker und Wissenschaftsfunktionär                       |
| GEBURTSDATUM     | 14. Oktober 1931                                                        |
| GEBURTSORT       | Moskau, Russische Sozialistische Föderative Sowjetrepublik, Sowjetunion |